# Parafia Najświętszej Maryi Panny Królowej Polski w Czernicy
Parafia NMP Królowej Polski w Czernicy – należy do dekanatu pszowskiego w archidiecezji katowickiej. Została utworzona w 20 grudnia 1957 roku.

## Proboszczowie[2]
- ks. Jerzy Krzywoń lokalista (1945 – 1946), kuratus (1946 – 1951)
- ks. Paweł Miś substytut (1950-1951), kuratus (1951 – 1957), proboszcz (1957 – 1961)
- ks. Ernest Ślązok - substytut 1952 – 1953, w czasie uwięzienia ks. Pawła Misia
- ks. Franciszek Miś substytut (1961 – 1963)
- ks. Jan Kapołka substytut (1963 – 1964), administrator (1964 – 1987)
- ks. Ryszard Lapczyk proboszcz (1987 – 2002)
- ks. Eugeniusz Twardoch administrator (2002 – 2003), proboszcz (2003 – nadal)